# Rhadinopsylla concava
Rhadinopsylla concava är en loppart som beskrevs av Ioff et Tiflov 1946. Rhadinopsylla concava ingår i släktet Rhadinopsylla och familjen mullvadsloppor. Inga underarter finns listade i Catalogue of Life.